# Pudliwci
Pudliwci (ukr. Пудлівці) – wieś na Ukrainie, w obwodzie chmielnickim, w rejonie kamienieckim.
W czasach Rzeczypospolitej wieś leżała w województwie podolskim. Odpadła od Polski w wyniku II rozbioru.